# شدفة الدنا

تي بلازميد داخل منطقة شدفة الدنا (T-DNA)

إن شدفة الدنا (transfer DNA) (اختصارًا T-DNA) هو الحمض النووي الخاص بـ بلازميد مسبب الأورام (تي بلازميد) في بعض سلالات البكتريا مثل الأجرعية المورمة والأجروبكتريم رايزوجينيس. وتشتق شدفة الدنا اسمها من حقيقة أن البكتريا تنقل أجزاء الدنا داخل نواة مجين الدنا في النبات المضيف. ويحد شدفة الدنا 25 زوجًا قاعديًا يتكررون عند كل حافة. ويبدأ الانتقال من الحد الشمالي وينتهي عند الحد الأيمن ويحتاج إلى جينات الفوعة من تي بلازميد.
يبلغ طول شدفة الدنا البكتيرية ما يقرب من 20 ألف زوج قاعدي وتشتمل على الجينات التي تحمل رموز الإنزيمات المؤلفة من أوبينات وهرمونات نباتية. وعند نقل شدفة الدنا داخل مجين النبات، تقوم البكتريا بصورة أساسية بإعادة برمجة خلايا النبات لينمو ويصبح ورمًا وينتج مصدرًا غذائيًا فريدًا للبكتريا. إن تركيب هرومونات النبات من أكسين وسيتوكينين يمكن خلايا النبات من النمو بطريقة لا يمكن السيطرة عليها، مما يؤدي إلى تكون مرض التدرن التاجي والذي تسببه عادة العدوى ببكتريا الأجرعية. كما أن الأوبينات هي مشتقات حمض أميني تستخدمها البكتريا كمصدر للكربون والطاقة.

## تحويل شدفة الدنا
نقل شدفة الدنا عبر الأجرعيةيستخدم على نطاق واسع في التقانة الحيوية. في الهندسة الوراثية, تتم إزالة الجينات المحفزة للأورام وتخليق الأوبينات من شدفة الدنا واستبدالها بجين محل اهتمام و/أو واسمة مختارة، ويلزم القيام بذلك بحيث يمكن تحديد أي النباتات تم تحويله بنجاح. وتضم أمثلة الواسمات المختارة، نيوميسين فوسفوترانسفراز وهيغروميسين ب فوسفوترانسفراز (كلاهما مضاد حيوي قائم على الفسفرة) وفوسفينوثريسين أسيتيل ترانسفراز (التي تعمل على أسل وإيقاف نشاط فوسفينوثريسين, وهو مثبط قوي لـ مخلقة جلوتامين). الأجرعية تستخدم بعد ذلك كناقل لنقل شدفة الدنا المهندسة إلى داخل خلايا النبات حيث تندمج داخل مجين النبات. ويمكن أن تستخدم تلك الطريقة في إنتاج نباتات معدلة وراثيًا تحمل الجين الخارجي.

## آلية نقل شدفة الدنا
إن الخطوة الأولى في دمج شدفة الدنا داخل مجين المضيف هي تكوين حز في الحد الأيمن من تي بلازميد. وينشئ هذا الحز منطقة من دنا مجدول مفرد من الحد الأيسر لجين شدفة الدنا عبر الحد الأيمن الذي قُطع. ويقوم الدنا المجدول المفرد بثني البروتينات ثم يربطها بالدنا المجدول المفرد. ثم يحل الدنا المخلق محل منطقة الدنا المجدول المفرد ثم يُطلق الحز الثاني عند منطقة الحد الأيسر أجزاء شدفة الدنا المجدولة المفردة. ثم بعد ذلك يتم دمج هذه الأجزاء داخل المجين المضيف.

## تطفير شدفة الدنا
يمكن استخدام إجراء نقل شدفة الدنا نفسه في إعاقة الجينات عبر التطفير الإقحامي. حيث لا يقتصر الأمر على قيام سلسلة شدفة الدنا المقحمة بإنشاء تطفير، بل تقوم أيضًا بوضع «علامات» على الجين المصاب، مما يسمح بعزل تلك الجينات. وتستخدم تلك الطريقة على نطاق واسع في دراسة وظائف الجينات في النباتات، مثل نموذج النبات أرابيدوپسس ثاليانا.